# Et si on dormait
Et si on dormait – trzeci singel z francuskojęzycznej płyty Garou, Reviens. Autorem i kompozytorem piosenki jest francuski piosenkarz Gerald de Palmas.

## Lista utworów
| #         | Tytuł                                    | Czas trwania |           |
| CD single | CD single                                | CD single    | CD single |
| --------- | ---------------------------------------- | ------------ | --------- |
| 1.        | Et si on dormait                         | 3:39         |           |
| 2.        | Et si on dormait (wersja instrumentalna) | 3:39         |           |